# マルス1号
マルス1号（ロシア語: Марc-1）とは、1962年にソビエト連邦が打上げた火星探査機である。火星近傍を通過し観測を行う計画であったが、火星に到達する前に通信が途絶えたため目標は達成されなかった。

## 設計
マルス1号はベネラ金星探査機の設計を流用した重量893.5 kgの火星探査機であった。直径1.0 m・長さ3.3 mの円筒形の本体を持ち、長さ0.6 mの部分に観測機材が、残りの2.7 mには推進装置や姿勢制御装置などが収められていた。太陽電池パネルや放熱板を含めた横幅は4 mで、通信には1.7 mのパラボラアンテナを用いた。
探査機は、火星表面・磁気圏・大気圏・放射線環境に加え、地球より火星へ至る惑星間空間観測も行うように設計されていた。火星への接近距離は1万1000 kmを目指した。

## 飛行
マルス1号は1962年11月1日、カザフスタンバイコヌール宇宙基地より打上げられ、地球周回軌道より火星へ向かう軌道へ乗った。飛行の初期段階で姿勢制御装置ガス弁が故障していることが分かり、探査機は予定していた三軸制御ではなくスピン制御で飛行することとなった。
マルス1号の観測機器は火星飛行中も稼動を続け、2 - 5日おきに惑星間空間のデータを地球へ送り届けていた。しかし、1963年3月21日に探査機と地球の距離が1億676万 kmに達した時点で交信が不可能となり、火星探査は断念された。通信途絶の原因は姿勢制御の異常と考えられている。1963年6月19日、マルス1号は火星から19万3000 kmを通過し人工惑星となった。
マルス1号は火星探査という本来の目標を果たせなかったが、地球周辺や惑星間空間における流星塵や太陽風、磁場の観測に一定の成果を挙げた。